# Schönwald
För andra betydelser, se Schönwald (olika betydelser).
Schönwald är en stad i Landkreis Wunsiedel im Fichtelgebirge i Regierungsbezirk Oberfranken i förbundslandet Bayern i Tyskland. Schönwald är beläget nära den tjeckiska gränsen.
Schönwald grundades under 1100-talets första hälft. Stadsnamnets betydelse har inte slutgiltigt förklarats, men enligt en teori betyder det schöner Wald, "vackra skogen". 

## Stadsdelar
| - Bernsteinmühle - Brunn - Buchbach - Göringsreuth - Grünauer Vorwerk - Grünauermühle - Grünhaid - Gutschönlind | - Kleppermühle - Lenker - Merzenhaus - Neuenbrand - Perlenhaus - Reichenbach - Schönwald - Sophienreuth |

## Personer från Schönwald
- Michel Lippert, SS-officer
- Alfred Noyer-Weidner, litteraturvetare
- Peter Bauer, politiker
- Franz Anton Ketterer, urmakare (skaparen av gökuret)

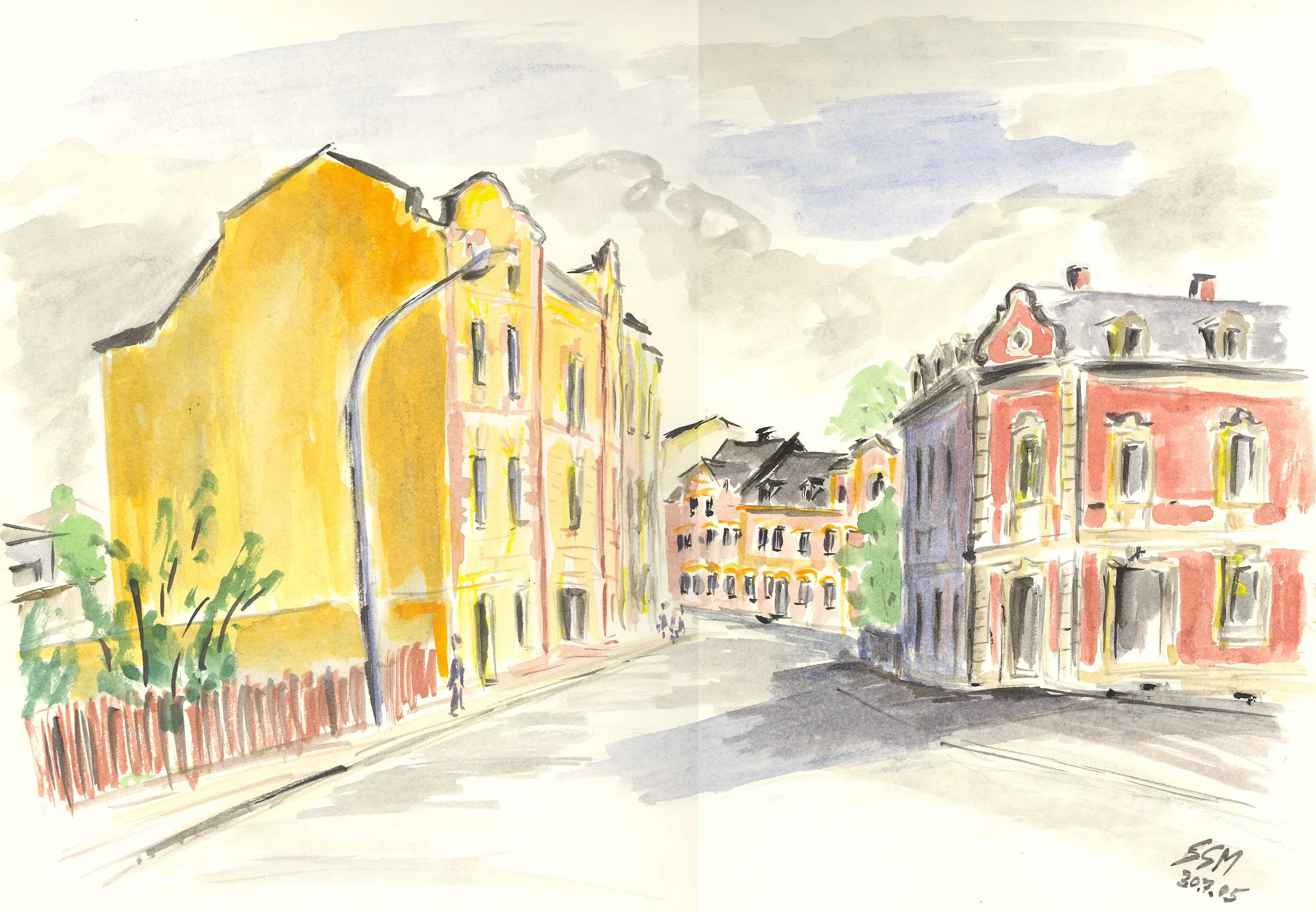
Schönwald, akvallteckning av Siegfried Schieweck-Mauk, Eichstätt.